# Islay (eiland)
Islay (Schots-Gaelisch: Ìle, IPA: [iːʎə]) is een Schots eiland, het zuidelijkste van de Binnen-Hebriden. Het ligt net ten zuiden van Jura.
De belangrijkste plaats is Bowmore, andere plaatsen van betekenis zijn Port Ellen en Port Charlotte. Het inwoneraantal is iets meer dan 3000. De oppervlakte van het eiland is ruim 600 vierkante kilometer. De kustlijn bedraagt ongeveer 200 kilometer.
Vervoer naar het eiland is mogelijk via een vliegtuig vanaf Glasgow, of via de boot vanaf de veerhaven van Kennacraig. Het klimaat op Islay is vaak zachter dan op het Schotse vasteland, dankzij de Golfstroom.
De bekendste Ileach (zoals de inwoners van Islay heten), is George Robertson, voormalig secretaris-generaal van de NAVO.
Het Schots-Gaelisch wordt nog door ongeveer 50% van de inwoners gesproken maar verliest steeds meer terrein.
De belangrijkste bron van inkomsten voor de lokale bevolking is de landbouw, het distilleren van whisky en het toerisme dat daaruit voortvloeit. Ook vogelaars komen graag naar Islay en hebben hun inbreng in het toerisme.

## Vogels
Op het eiland huizen veel vogelsoorten en het is dan ook het hele jaar door een populaire bestemming voor vogelaars, vooral in de periode van oktober tot mei, wanneer er een grote kolonie brandganzen en rotganzen overwinteren. Andere vogelsoorten die er voorkomen zijn:
- Alpenkraaien
- Blauwe kiekendieven
- Scholeksters
- Aalscholvers

## Whisky
De whisky die gemaakt wordt door de negen nog werkende distilleerderijen op het eiland staan bekend onder de naam Islay malt whisky.
De distilleerderijen aan de zuidkust van het eiland staan erom bekend dat ze een sterke, rokerige en turfachtige smaak hebben. De rokerige smaak is afkomstig van de rook van het turfvuur waarboven de mout gedroogd wordt. Sommigen noemen Islaywhisky's ook wel medicinaal van smaak, omdat de fenolen in de whisky, afkomstig van de turfrook, een jodiumachtige geur hebben.
Deze drie distilleerderijen met een uitgesproken rokerige whisky zijn:
- Ardbeg
- Laphroaig
- Lagavulin Single Malt

Port Ellen is een distilleerderij die eigenlijk in dit rijtje thuishoort, maar die gesloten is in 1984.
Verder naar het noorden liggen de overige distilleerderijen. Deze whisky’s zijn lichter van smaak:
- Bowmore single malt
- Bruichladdich
- Bunnahabhain
- Caol Ila
- Kilchoman

De laatste geopende distilleerderij is die van Kilchoman in 2005. Deze kleine distilleerderij bevindt zich in de Rockside Farm, vlak bij die van Bruichladdich.

## Geboren
- George Robertson (Port Ellen, 1946), secretaris-generaal van de NAVO (1999-2003)